# Lanperisone
Lanperisone (INN) là một thuốc giãn cơ.